# Stjepan Đureković
Stjepan Đureković (Bukovac kraj Petrovaradina, 8. kolovoza 1926. – Wolfratshausen, 28. srpnja 1983.), bio je jugoslavenski direktor INA-e, sudionik narodnooslobodilačke borbe, član SKJ i hrvatski disident, kojega su ubili agenti po nalogu jugoslavenske tajne službe UDBA, u atentatu u Njemačkoj, nakon što je napustio Jugoslaviju.

## Djetinjstvo i mladost
Stjepan Đureković rođen je 8. kolovoza 1926. u Bukovcu kraj Petrovaradina, u obitelji Martina i Angeline Đureković (djevojački Strödl), u Petrovaradinu je završio pučku (osnovnu) školu, nakon čega upisuje učiteljsku školu u Srijemskim Karlovcima.

## Drugi svjetski rat
Početak Drugoga svjetskog rata, okupacija Kraljevine Jugoslavije i uspostava NDH zatječu ga u Petrovaradinu, gdje je otprije bio aktivnim članom križarske organizacije te se 1941. priključio ustaškoj mladeži, da bi s približavanjem kraja rata, dolaskom partizana i jedinica Crvene armije, kako bi izbjegao mobilizaciju u domobranstvo, te se skupa s cijelim razredom u rujnu 1944. pridružio jedinicama Narodnooslobodilačke vojske Jugoslavije (NOVJ) gdje je raspoređen kao borac u jednu od brigada. U partizanima je prvi put postao članom Komunističke partije.
Ubrzo se nakon oslobođenja Beograda, dana 31. listopada 1944. na području Petrovaradina od boraca iz 7., 8. i 12. vojvođanske brigade formirala 51. vojvođanska divizija, koja je početkom 1945. operativno djelovala u sastavu 3. Jugoslavenske armije (JA) pod zapovjedništvom Koste Nađa, te je u završnim operacijama za oslobođenje Jugoslavije, jedinice su sudjelovale u operacijama kod Osijeka, Voćina, Virovitice, Koprivnice, Varaždina, Ptuja i Dravograda, te su jedinice u kojima je bio i je Đureković kraj rata dočekale kod Maribora u Sloveniji pod političkim komesarom Milanom Bastom koji je sudjelovao u razoružavanju i repatrijaciji zarobljenika i civilnih izbjeglica koje su kod Bleiburga odbili primiti Britanci, te su u dugim kolonama sprovođeni dolinom rijeke Drave, preko Dravograda i Slovenj Gradeca do Maribora, što su sve pratila pojedinačna ili grupna smaknuća u kakvim su represalijama prema zarobljenim vojnicima aktivno sudjelovali i neki od boraca iz sastava 51. vojvođanske divizije 3. JA.

## Karijera u socijalističkoj Jugoslaviji
Nakon demobilizacije i povratka završava gimnaziju u Novom Sadu, 1948., da bi 1951. diplomirao na Ekonomskom fakultetu Univerziteta u Beogradu, te se iste godine oženio za Gizelu Molnar (Novi Sad, 21. ožujka 1931. – Zagreb, 20. svibnja 2021.), kćerku iz prijeratne trgovačke mađarske obitelji Aleksandra (1897. – 1978.) i Ane Molnar (1900. – 1989.), kojima su nakon završetka Drugoga svjetskog rata jugoslavenske vlasti konfiscirale trgovinu. Nakon završetka fakulteta, Đureković se zaposlio u Odjelu za planiranje Autonomne Pokrajine Vojvodine, da bi 1956. bio ponovno primljen u članstvo SKJ-u, te već ranije 1954. s obitelji otišao u Osijek, gdje je imenovan direktorom male tvornice metalne industrije, zatim prelazi u Sisak, gdje je bio direktor rafinerije ulja, da bi ga u INA-u doveo Ante Milković (Smiljan 1917. – Zagreb, 20. lipnja 1999.), prijeratni komunist, bivši načelnik Ozne u Bjelovaru, Prvog odjeljenja Udbe te jedan od prvih direktora INA-e, prilikom formiranja te krovne kompanije naftne industrije SR Hrvatske. Milković je do samog kraja štitio Đurekovića do njegova odlaska u političku emigraciju u SR Njemačku 1982. godine, jer je Đureković otprije imao problema s članstvom u SKJ, bio je izbačen, da bi ga potom ponovno primili u SKJ. Naime, pošto mu je majka bila folksdojčerica, djevojačkog prezimena Strödl, dok su mu oca sumnjičili da je tijekom Drugoga svjetskog rata surađivao s njemačkim Gestapom, a sam je Đureković bio član ustaške mladeži, ali se pridružio NOB-u te iskazao u završnim operacijama za oslobođenje Jugoslavije u Sloveniji 1945. godine.
Iako nije pripadao onodobnim najvišim strukturama u SKH, Đureković je bio kvalificiran kao osoba od povjerenja, kao rukovodeći kadar u INA-i, gdje je napredovao do visokih položaja, naime bio je jedan od direktora, te je kao takav bio je upućen u tajne strateške gospodarske i vojne djelatnosti u kompaniji, te je u razdoblju od travnja 1975. do siječnja 1983., radio kao tajni suradnik za njemačku Saveznu obavještajnu službu (BND, njem. Bundesnachrichtendienst). Naime, u tom je razdoblju Đureković njemačkoj obavještajnoj službi dostavljao informacije od vojnog i gospodarskog značaja za ondašnju Jugoslaviju, radilo se o tajnim podacima o smještaju, osiguranju i količini strateških rezervi goriva, zatim o tajnom podzemnom aerodromu JNA u Željavi, te o navodnom atomskom programu koji je JNA provodila u INA-i, za što mu je njemačka obavještajna služba platila oko 150.000,00 DEM.
Prema nekim glasina, Đureković je početkom 1980-ih godina zbog svoga posla održavao sastanke i s članovima Saveznog izvršnog vijeća SFRJ, koje je istraživalo sumnje u pronevjere i malverzacije u naftnoj kompaniji, za koje se sumnjalo na djecu pojedinih istaknutih političkih dužnosnika, te se navodilo kako je možda iza Đurekovićeva ubojstva stajao kao nalogodavac Mika Špiljak, kako bi zaštitio svojeg sina Vanju Špiljka koji se navodno našao pod sumnjom za financijske pronevjere i malverzacije u INA-i,što je Vanja Špiljak u intervjuu za Jutarnji list 2008. godine otklonio svaku sumnju, pritom izjavivši kako njegov otac s Đurekovićevim ubojstvom nema nikakve stvarne veze. Među ostalima na koje se sumnjalo kao nalogodavcima spominjala su se i imena drugih tadašnjih političkih i državnih dužnosnika, poput Milke Planinc i Stane Dolanca, za što nije bilo nikakvih dokaza.

## Odlazak u emigraciju, politički azil i atentat
Zbog straha kako će biti otkrivena njegova tajna suradnja s njemačkom obavještajnom službom, pogotovo nakon što je pokušao pridobiti jednog drugog službenika INA-e za suradnju, Đureković se odlučio na odlazak iz Jugoslavije, te je 1982. godine emigrirao u Njemačku, gdje je zatražio i dobio politički azil, da bi se kasnije uključio u hrvatski nacionalni odbor. Zajedno s Ivanom Botićem objavio je knjigu Jugoslavija u krizi, u kojoj je tvrdio kako u Jugoslaviji vlada velika stopa inflacije i nezaposlenosti i da Jugoslavija iskorištava resurse Hrvatske.
Tijekom boravka u SR Njemačkoj, živio je u stalnom strahu od jugoslavesnke Službe, o čemu se povjerio i svojoj tadašnjoj njemačkoj ljubavnici. Ubijen je 28. srpnja 1983. godine, sumnja se kako je prvotni plan bila Đurekovićeva otmica i prisilni povratak u Jugoslaviju, gdje bi mu se navodno sudilo zbog gospodarskog kriminala, ali nije poznato što je tijekom operativne akcije krenulo po krivom, te su kao neposredni izvršitelji Đurekovićeva ubojstva spominjani određeni nositelji iz beogradskog kriminalnog miljea, Željko Ražnatović zvani Arkan (1952. – 2000.), Ranko Rubežić zvani Dač Šulc (1951. – 1985.), Đorđe Božović zvani Giška (1955. – 1991.), Darko Ašanin (1958. – 1998.),  Dragan Joksović zvani Joksa (1958. – 1998.) te Dragan Malešević zvani Tapi (1949. – 2002.). Operativna akcija je imalo naziv Operacija Dunav. Nakon očevog ubojstva, sin Damir početkom travnja 1984. godine otišao je iz Njemačke u SAD, a potom 31. svibnja u Kanadu, u Calgary, zbog opasnosti da i on bude žrtva. Pronađen je mrtav u svojemu stanu 10. rujna 1987. godine.
Posmrtni ostatci Stjepana Đurekovića pokopani su na Mirogoju 17. prosinca 1999. godine.

## Kazneni postupak u SR Njemačkoj
U braku s Gizelom, Đureković je imao sina Damira Đurekovića, (Novi Sad, 1954. – Calgary, Alberta u Kanadi, 8. rujna 1987.), nesvršenog studenta ekonomije, koji je kako bi izbjegao služenje vojnog roka u JNA, 1. srpnja 1981. pobjegao u Njemačku, gdje mu se 24. travnja 1982. pridružio i otac, te je nakon očevog ubojstva iz Njemačke pobjegao u Kanadu, gdje se nastanio u provinciji Alberti, u gradu Calgaryju, gdje je tragično preminuo, izvršivši samoubojstvo iz lovačke puške, kako je utvrdila kanadska policija, dok su neki iz emigrantskih krugova navodno tvrdili kako se radilo o ubojstvu, što doduše nikada nije bilo dokazano.
Nakon demokratskih promjena u Hrvatskoj, Perković i Mustač su nastavili obnašao značajne dužnosti u hrvatskoj obavještajnoj zajednici, dok je Gizela Đureković kao službenica INA-e početkom 1990-ih otišla u mirovinu, te je živjela na relaciji Zagreb - Krk, da bi zbog poodmakle dobi posljednje godine života provela u domu za starije i nemoćne pri samostanu Antunovac, na Novoj Vesi u Zagrebu, kojeg vodi družba časnih sestara, Sestre Služavke Malog Isusa, gdje je i umrla 20. svibnja 2021. godine, pokopana je na gradskom groblju Mirogoj u Zagrebu.
S druge strane, njemačko je pravosuđe 2005. godine raspisalo je tjeralicu za Josipom Perkovićem, zbog sumnje u njegovo sudjelovanje u atentatu. Optužen je zbog sumnje za ubojstvo Stjepana Đurekovića i Ante Đapića.
Godine 2008. Krunoslav Prates je osuđen na doživotni zatvor zbog njegove uloge u ubojstvu Đurekovića, da bi 2009. njemačka Savezna kriminalistička policije (BKA) izdala je uhidbeni nalog za Zdravka Mustača, Josipa Perkovića, Ivana Cetinića, Ivana Lasića i Borisa Brnelića zbog osnovane sumnje u njihovo sudjelovanje u ubojstvu kao članovi jugoslavenske Službe državne sigurnosti. U listopadu 2009. godine njemačka policija uhitila je Luku Sekulu, Hrvata sa švedskim državljanstvom zbog sudjelovanja u ubojstvu, a 2010. godine Vinka Sindičića.
Neposredno prije ulaska Republike Hrvatske u punopravno članstvo u Europskoj Uniji (EU), Vlada RH pod predsjednikom Vlade Zoranom Milanovićem uputila je u hitnu zakonsku proceduru noveliranje Zakona o pravosudnoj suradnji u kaznenim stvarima s državama članicama Europske unije, koje odredbe su mediji prozvali lex Perković, istim izmijenama bi se spriječilo izručenje Perkovića i Mustača koje bi bilo izvršno prema odredama Europskog uhidbenog naloga, što je tijekom ljeta i jeseni 2013., poremetilo međunarodne odnose između Hrvatske i Njemačke, te je posebno reagirala potpredsjednica Europske komisije Viviane Reding, da bi lex Perković u jesen 2013. ipak bio izmijenjen i usklađen s europskom pravnom stečevinom. Nakon odluke Županijskog suda u Zagrebu, potvrđene od Vrhovnog suda RH, Josip Perković izručen Njemačkoj, da bi Zdravko Mustač, nakon odbijanja zahtjeva za izručenjem pred Županijskim sudom u Velikoj Gorici, ali i priznavanja položaja oštećene Gizele Đureković, kao stranke u kaznenom postupku, ipak odlukom Županijskog suda u Varaždinu i Vrhovnog suda RH, u proljeće 2014. bio izručen Njemačkoj.
Nakon suđenja, 3. kolovoza 2016. godine, Visoki zemaljski sud u Münchenu Josipa Perkovića i Zdravka Mustača proglasio je krivima i nepravomoćnom presudom osudio na doživotni zatvor zbog pomaganja u ubojstvu Stjepana Đurekovića. Godine 2019., nakon pet godina provedenih u njemačkim zatvorima, izručeni su Hrvatskoj i zbog toga što u Hrvatskoj nema kazne doživotnog zatvora njima je doživotni zatvor promijenjen u dugotrajne zatvorske kazne (Perkoviću u 30 godina zatvora, a Mustaču u 40 godina zatvora).

## Književno stvaralaštvo
Stjepan Đureković je u travnju 1982. godine otišao u emigraciju i ponio je sa sobom rukopise svojih pet "romana": Ja, Josip Broz-Tito, Crveni menageri, Komunizam: velika prevara, Slom ideala i Sinovi Orla i objavio ih je u izbjeglištvu.

## Djela
- Ja, Josip Broz-Tito: roman, 1982.
- Kako Jugoslavija pljačka Hrvatsku, poslije 1982.
- Komunizam: velika prevara, 1982.
- Sinovi orla = Bijt’ e Shqiponjës: roman, 1982.
- Slom ideala: (ispovijed Titovog ministra): roman, 1982., New York, 1983.
- Crveni menageri, Washington, 1983.
- Yugoslavia in crisis: the political and economic dimensions, New York, 1983. (suautor Ivan Botić)
- Yugoslavia’s energy crisis, poslije 1983.